# Heinrich de Haan
Heinrich de Haan (* 5. April 1896 in Bremerhaven; † 4. März 1957 in Rendsburg) war ein deutscher Politiker (DNVP, NSDAP).

## Leben
Als Sohn eines Lloyd-Offiziers geboren studierte de Haan nach dem Besuch des Gymnasiums in Bremerhaven Medizin in Marburg. Während seines Studiums wurde er 1914 Mitglied der Burschenschaft Alemannia Marburg. Am Ersten Weltkrieg nahm er als Kriegsfreiwilliger von 1914 bis 1918 teil, zuletzt als Leutnant. Nach dem Ersten Weltkrieg studierte er Wirtschafts- und Sozialwissenschaften in Frankfurt am Main und wurde 1921 Diplom-Kaufmann. Er arbeitete im Verband der im Ausland geschädigten Inlandsdeutschen und später in der Entschädigungsabteilung der Großhandelsfirma Boer, Sonderheimer & Co. Im Jahre zum 1923 wurde er zum Dr. rer. pol. promoviert. Er arbeitete bei der Darmstädter Nationalbank in Frankfurt und wurde 1926 Referent beim Wirtschaftsamt der Stadt Frankfurt.
Haan wurde 1929 mit Hilfe der demokratischen Strukturen der Weimarer Demokratie in Direktwahl zum Ersten Bürgermeister in Rendsburg gewählt. Nach eigenen Angaben gehörte Haan bis Mitte 1929 der Deutschnationalen Volkspartei (DNVP), bis zum 27. November 1931 der Deutschen Volkspartei (DVP) und dann wieder bis zum 29. April 1933 der DNVP an. Noch am gleichen Tag beantragte Haan erstmals die Mitgliedschaft in der NSDAP, die ihm aber von der Rendsburger Ortsgruppe versagt wurde, da er noch Mitglied der DNVP-Organisation Stahlhelm sei und der DNVP angehört habe. Durch einen mehrjährigen Aufnahmestops der NSDAP verzögerte sich der Antrag de Haans weiter, bis ihm schließlich 1937 entsprochen wurde. Im Juni 1937 wurde de Haan auch förderndes Mitglied der SS mit der Mitgliedsnummer 523731.
1934 wurde Haan zunächst beurlaubt und dann pensioniert, allerdings nicht – wie es nach 1945 hieß – „aus politischen Gründen“. Er war dem ehrgeizigen jungen NSDAP-Ortsgruppenleiter Franz Krabbes im Wege. Er wurde Kurdirektor auf Norderney (ebenfalls Bürgermeister zwischen 1934 und 1936, wohnhaft Janusstraße 6), in Bad Oeynhausen und Bad Wildungen. Im Jahre 1937 erhielt Haan die Mitgliedschaft der NSDAP. Schon zuvor war er aktives Mitglied in der Sturmabteilung (SA) gewesen. Nach dem Zweiten Weltkrieg wurde de Haan 1950 erneut Bürgermeister von Rendsburg. Er war Vorsitzender des Landesverbandes Schleswig-Holstein des Deutschen Städtebundes, Mitglied im Hauptvorstand des Deutschen Jugendbundes und Mitglied des Landesvorstandes im Kuratorium Unteilbares Deutschland.
2009 wurde auf Wunsch und Kosten der Familie eine Büste de Haans vor dem historischen Rathaus in Rendsburg aufgestellt. Das war bald umstritten. Als Günter Neugebauer 2018 in seinem Buch Gegen das Vergessen. Opfer und Täter in Rendsburgs NS-Zeit auch die Rolle de Haans sehr kritisch beleuchtete, musste die Stadt reagieren. Sie beauftragte die Forschungsstelle für regionale Zeitgeschichte und Public History unter Uwe Danker mit der Untersuchung der Berufsbiographie de Haans während der NS-Zeit und danach. Die am 18. Mai veröffentlichte Studie belegt Haans Einsatz als Bürgermeister bei der Verfolgung von Sozialdemokraten und Kommunisten nach der Machtergreifung. Als Kurdirektor von Norderney und insbesondere Bad Oeynhausen beteiligte de Haan sich engagiert an der antisemitischen Vertreibung jüdischer Kurgäste. Nur durch die Fälschung seiner Biographie gelang es de Haan, in der zweiten Instanz seines Denazifizierungsprozess im Juni 1948 in die Gruppe V „Entlasteter“ eingestuft zu werden. Das war der Grundstein für De Haans zweite Karriere. Der Kulturausschuss des Rates Rendsburg ließ am 11. Juni 2020 die Büste de Haans entfernen.

## Ehrungen

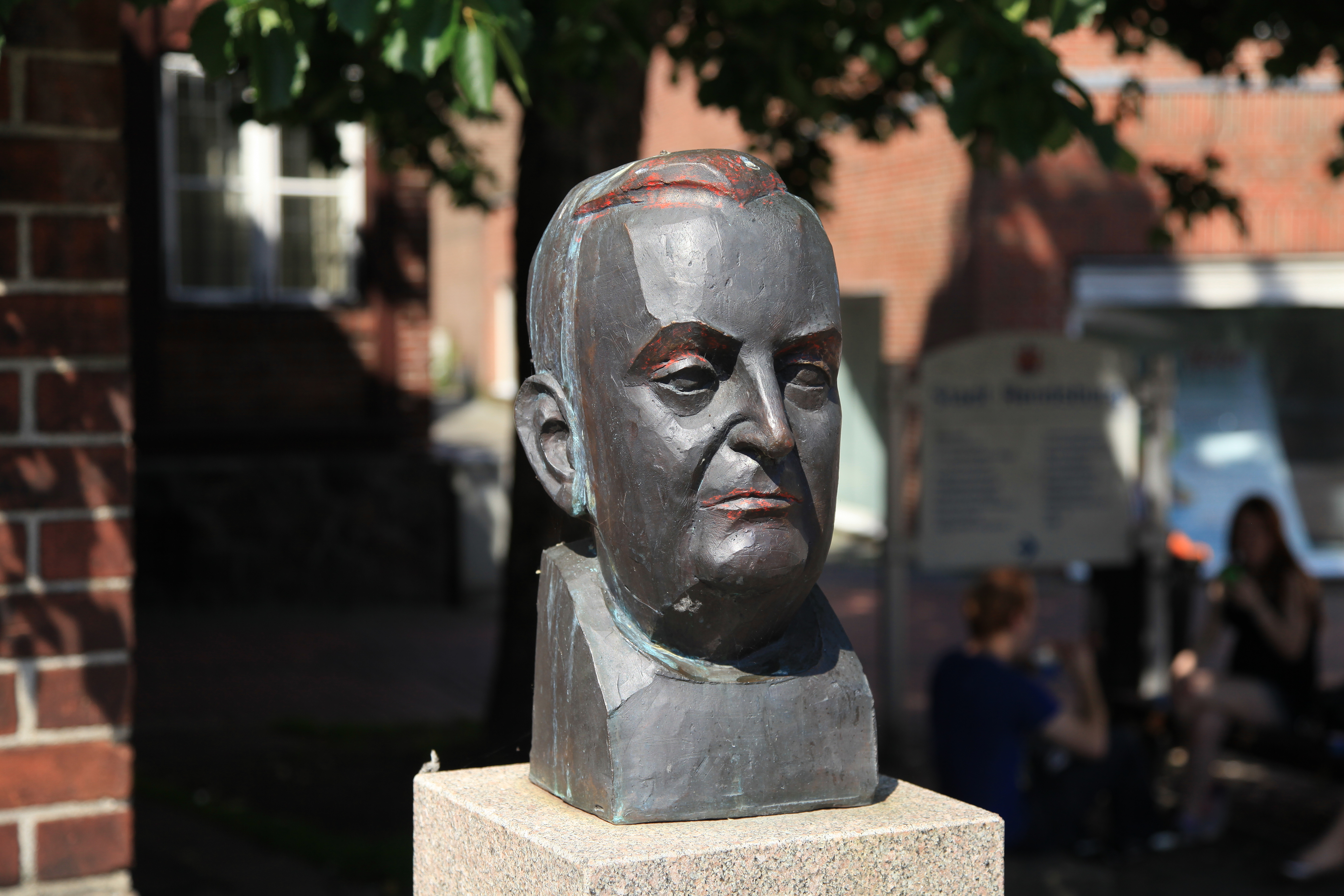
Inzwischen entfernte Bronzebüste von Heinrich de Haan auf dem Altstädter Markt vor dem historischen Rathaus in Rendsburg

- Bis 2019 war die Filiale des Berufsbildungszentrums im Röhlingsweg in Rendsburg nach Heinrich de Haan benannt.[8]
- Bis 2020: Heinrich-De-Haan-Denkmal. Bronzebüste vor dem historischen Rathaus in Rendsburg.[9][10]